# Coublanc
Coublanc é uma comuna francesa na região administrativa de Borgonha-Franco-Condado, no departamento Saône-et-Loire. Estende-se por uma área de 8,73 km². Em 2010 a comuna tinha 855 habitantes (densidade: 97,9 hab./km²).